# Parlamentní volby v Kosovu 2025
V Kosovu se 9. února 2025 konaly parlamentní volby, v nichž bylo zvoleno 120 členů Shromáždění. Předběžné výsledky ukázaly, že žádná strana nezískala většinu, přičemž LVV premiéra Albina Kurtiho získala nejvíce křesel.

## Pozadí
Ve volbách v roce 2021 získalo Lëvizja Vetëvendosje (LVV) 58 křesel. Vytvořilo koalici s menšinovými stranami, aby sestavilo vládu. Tato vláda byla první od vyhlášení nezávislosti Kosova v roce 2008, která dokončila celý čtyřletý mandát.

### Volební systém
120 členů shromáždění bylo zvoleno na základě otevřené volební listiny s poměrným zastoupením na čtyřleté funkční období, přičemž 20 bylo ústavou vyhrazeno pro národnostní menšiny. Křesla byla přidělována metodou Sainte-Laguë s 5% uzavírací klauzulí.

### Datum voleb
Podle ústavy se musí parlamentní volby konat nejpozději 30 dní a nejdříve 45 dní před uplynutím mandátu odcházejícího parlamentu. Dne 31. července 2024 prezidentka Vjosa Osmaniová formálně pozvala vedoucí představitele politických stran na konzultační schůzku ohledně plánování nadcházejících voleb. Ve své pozvánce Osmani zdůraznila, že v souladu s ústavou a volebním zákoníkem se volby musí konat mezi 26. lednem a 16. únorem 2025.
Představitelé opozice, včetně Lumira Abdixhikua z Demokratické ligy Kosova (LDK), Ramushe Haradinaje z Aliance pro budoucnost Kosova (AAK) a Memliho Krasniqiho z Demokratické strany Kosova (PDK), prosazovali konání voleb 26. ledna, zatímco Mimoza Kusari-Lila z Alternativy navrhla odložení voleb na 9. nebo 16. února s odvoláním na logistické obavy související s obdobím po svátcích. Premiér a lídr strany Vetëvendosje (LVV) Albin Kurti se konzultace nezúčastnil z důvodu předchozího závazku. 16. srpna Osmaniová oznámila, že volby budou naplánovány na 9. února 2025.

## Strany a koalice
Období pro podávání žádostí o certifikaci a předkládání kandidátních listin pro volby v roce 2025 probíhalo od 1. září do 11. prosince 2024. Celkem podalo žádosti 28 politických subjektů, včetně 20 politických stran, pěti koalic, dvou občanských iniciativ a jednoho nezávislého kandidáta, přičemž nominováno bylo 1 280 kandidátů.
Dne 23. prosince 2024 Ústřední volební komise (KQZ) vyloučila stranu Srbský list z voleb. Rozhodnutí bylo založeno na poznámkách, které pronesl předseda strany Zlatan Elek během představování kandidátní listiny, jež komise považovala za nacionalistické. Strana se proti rozhodnutí odvolala a označila jej za „institucionální a politické násilí“ proti srbské menšině. Dne 25. prosince 2024 Volební komise pro stížnosti a odvolání (ECAP) odvolání přijala a zrušila rozhodnutí o zamítnutí jejich certifikace pro účast v nadcházejících parlamentních volbách v Kosovu. ECAP pověřila KQZ, aby pro volby certifikovala Srbskou listinu.
Volební komise zveřejnila oficiální seznam 28 zúčastněných stran a koalic. (viz výsledky)

## Kampaň
Volební kampaně v Kosovu musí podle předpisů začít 30 dní před plánovaným datem voleb a skončit den před volbami.

### Vládní strany
V srpnu 2024 vládnoucí strany Vetëvendosje, Guxo a Alternativa oznámily, že budou opět kandidovat na stejné kandidátní listině, v jejímž čele bude úřadující premiér Albin Kurti, přestože první zprávy naznačovaly, že Guxo a Alternativa preferovaly formální koalici.
Uvnitř strany Guxo došlo k některým interním sporům proti jejich lídrům Donice Gërvalla-Schwarzové a Fatonu Pecimu, kteří byli ministry ve vládě. Dne 9. prosince 2024 pobočka ve Ferizaji oznámila, že se toho dne uzavře, s odvoláním na nespokojenost se svým vedením. 12. prosince vyzvala pobočka v Peči voliče k bojkotu voleb po zveřejnění kandidátní listiny, která podle nich porušila stranická pravidla, protože na listině nebyl uveden název strany.

### Opoziční strany
27. března 2024 Demokratická strana Kosova (PDK) nominovala Bedriho Hamzu, starostu jižní Mitrovice a bývalého ministra financí, na premiéra. Tento krok měl být údajně pokusem zaměřit kampaň na ekonomiku, která podle PDK pod vládou Albina Kurtiho stagnovala. 3. listopadu během sjezdu PDK Hamza oznámil, že jejich sloganem bude „Kosovo si může vést lépe“ (albánsky Kosova mundet ma mirë). Hamza také oznámil svůj program, v němž je ekonomika nejvyšší prioritou.
V prosinci 2023 zveřejnila Demokratická liga Kosova (LDK) svůj program s názvem „Rruga e re“ („Nová cesta“). V červenci 2024 oznámily LDK a křesťanská menšinová strana PSHDK, že budou kandidovat společně na stejné volební listině. Lumir Abdixhiku, který od roku 2021 působí jako lídr LDK, byl jejím kandidátem na premiéra.
V lednu 2024 opoziční strany Aliance pro budoucnost Kosova (AAK), Sociálnědemokratická iniciativa (NISMA) a Konzervativní list Kosova (LKK) oznámily, že budou kandidovat společně v koalici vedené Ramušem Haradinajem, lídrem AAK a bývalým premiérem. Podle Sociálnědemokratické strany Kosova (PSD) byla i jí nabídnuta vstup do této koalice, ale odmítla to kvůli ideologickým rozdílům. Koalice byla formalizována v srpnu 2024 a krátce poté koalice zveřejnila svůj program s důrazem na zahraniční vztahy a cíl vstoupit do NATO a EU.
Nová kosovská aliance (AKR), Strana spravedlnosti (PD) a někteří poslanci zvolení za vládní LVV oznámili vytvoření „Koalice pro rodinu“. Koalice vznikla jako opozice proti snaze vládnoucí strany o posílení práv LGBTQ v Kosovu, konkrétně proti navrhovanému občanskému zákoníku, který by legalizoval registrované svazky osob stejného pohlaví.

### Problémy s kampaní

#### Dialog se Srbskem
Po vytvoření vlády premiér Kurti prohlásil, že dialog se Srbskem bude jeho 6. nebo 7. prioritou a rozhodl se více zaměřit na domácí otázky. 20. září 2021 Kosovo oznámilo zákaz používání srbských poznávacích značek srbskými občany v Kosovu. Vláda tento krok odůvodnila jako odvetu za to, že Srbsko neuznává kosovské poznávací značky. To však vyvolalo protesty v severním Kosovu a také odsouzení ze strany Srbska, které hrozilo vojenskou akcí. Dne 30. září 2021 EU oznámila, že zprostředkovala dočasnou dohodu mezi Srbskem a Kosovem, která pozastavila řešení problému na šest měsíců.
V červenci 2022 kosovská vláda oznámila, že srbští občané, kteří vstoupí do Kosova, obdrží vstupní a výstupní doklady, což vyvolalo nepokoje ze strany místních Srbů v Kosovu. Také by to způsobilo, že srbští politici a policisté opustí kosovské instituce.

#### Práva LGBTQ+ lidí
Otázka regulace manželství a registrovaného partnerství pro páry stejného pohlaví vyvolala v kosovském parlamentu střet názorů. V březnu 2022 návrh občanského zákoníku neprošel prvním čtením kvůli silnému odporu, zejména ohledně potenciální legalizace registrovaných partnerství mezi osobami stejného pohlaví. Navrhovaný zákon by umožnil vytvoření samostatného právního rámce pro registraci „registrovaných partnerství“ pro páry stejného pohlaví, ale setkal se s výrazným odporem zákonodárců a náboženských vůdců, kteří jej vnímají jako redefinici manželství a rodiny. Podporovatelé LGBT komunity volali po rovném uznání práv na uzavření manželství a zdůrazňovali, že kosovská ústava zaručuje právo na uzavření manželství všem občanům.
V dubnu 2024 premiér Albin Kurti oznámil plány na schválení nového občanského zákoníku v květnu 2024, který by zahrnoval ustanovení o registrovaných partnerstvích mezi páry stejného pohlaví. Kosovo by se tak stalo třetí zemí západního Balkánu po Chorvatsku a Černé Hoře, která by takové svazky právně uznala. Hlasování se však v květnu nekonalo a proces byl odložen na neurčito. Návrh se setkal s odporem některých členů Kurtiho strany a náboženských vůdců v Kosovu, kteří tvrdili, že by to redefinovalo manželství a rodinu. Návrh definuje manželství jako právně uznaný svazek mezi mužem a ženou, ale umožňuje i registrované partnerství mezi páry stejného pohlaví. Navzdory zpoždění Kurti prohlásil, že legislativa nakonec projde.

## Pozorovatelé
Evropská unie zřídila tým 100 pozorovatelů vedený francouzskou poslankyní Evropského parlamentu Nathalie Loiseauovou, aby monitoroval průběh voleb. Připojili se k nim také pozorovatelé z dalších institucí, včetně Rady Evropy. V prohlášení zveřejněném po volbách 11. února pozorovatelé EU oceňovali volby jako „pokojné a konkurenční“, ale kritizovali několik aspektů, včetně přítomnosti „drsné rétoriky odrážející hluboké politické rozpory“, tlaku Srbského listu na voliče, „kteří jsou do značné míry závislí na srbské sociální pomoci nebo zaměstnání v Srbskem spravovaných institucích v kosovsko-srbských obcích“, snahy Vetëvendosje zabránit Srbskému listu v účasti ve volbách a použití drsné rétoriky proti ní a zapojení zvláštního vyslance USA Richarda Grenella do kampaně tím, že označil Albina Kurtiho za nespolehlivého partnera Spojených států.

## Průzkumy veřejného mínění

### Celostátní průzkumy veřejného mínění
| Agentura      | Datum zveřejnění      | LVV  | LVV           | LVV  | PDK   | LDK   | Koalice pro rodinu | Koalice pro rodinu | Koalice AAK–NISMA | Koalice AAK–NISMA | Koalice AAK–NISMA | SL   | Ostatní | Neúčast | Náskok |   |   |   |      |
| Agentura      | Datum zveřejnění      | LVV  | A             | Guxo | PDK   | LDK   | AKR                | PD                 | AAK               | NISMA             | CLK               | SL   | Ostatní | Neúčast | Náskok |   |   |   |      |
| ------------- | --------------------- | ---- | ------------- | ---- | ----- | ----- | ------------------ | ------------------ | ----------------- | ----------------- | ----------------- | ---- | ------- | ------- | ------ | - | - | - | ---- |
| Agentura      | Datum zveřejnění      | UBO  | 9. února 2025 | 40,3 | –     | –     | 21,4               | 19,3               | 1,8               | 1,8               | 7,2               | 7,2  | 7,2     | Neúčast | Náskok | – | – | – | 18,9 |
| PIPOS         | 9. února 2025         | 38,2 | –             | –    | 22,4  | 20,1  | 1                  | 1                  | 7,6               | 7,6               | 7,6               | –    | 10,5    | –       | 15,8   |   |   |   |      |
| Albanian Post | 9. února 2025         | 37   | –             | –    | 23    | 20    | 1                  | 1                  | 8                 | 8                 | 8                 | –    | –       | –       | 14     |   |   |   |      |
| KOHA          | 9. února 2025         | 42,3 | –             | –    | 21,3  | 20,4  | 2,1                | 2,1                | 6,3               | 6,3               | 6,3               | –    | 4,2     | –       | 21     |   |   |   |      |
| Alternativa   | 5. února 2025         | 52,7 | –             | –    | 16,8  | 14,2  | 3,5                | 3,5                | 7,6               | 7,6               | 7,6               | –    | 5,2     | –       | 36,2   |   |   |   |      |
| UBO           | 17. prosince 2024     | 47,1 | –             | –    | 19,5  | 17,7  | –                  | –                  | 6,5               | 6,5               | 6,5               | –    | 9,1     | –       | 27,6   |   |   |   |      |
| UBO           | 3.–15. června 2024    | 49,6 | –             | 0,7  | 17    | 15,5  | –                  | –                  | 8,6               | 8,6               | 8,6               | 3    | 7,4     | 2,6     | 32,6   |   |   |   |      |
| Albanian Post | 1.–10. června 2024    | 41,1 | –             | –    | 19,6  | 19,2  | –                  | –                  | 5,8               | 5,8               | 5,8               | –    | 5,1     | 9,2     | 21,5   |   |   |   |      |
| ISRN          | 6. května 2024        | 38   | –             | 1,5  | 17,2  | 18,2  | 1,7                | –                  | 12,4              | 12,4              | 12,4              | –    | 3,7     | 2,2     | 19,8   |   |   |   |      |
| UBO           | 5. dubna 2024         | 49,5 | –             | 0,6  | 17,1  | 16    | –                  | –                  | 6,9               | 6,9               | 6,9               | 5,6  | 4,3     | –       | 32,4   |   |   |   |      |
| PIPOS         | 22. února 2024        | 40,9 | 0,1           | 0,4  | 20,4  | 21,5  | –                  | –                  | 9                 | 9                 | 9                 | –    | 0,4     | 4,6     | 19,4   |   |   |   |      |
| UBO           | 16.–23. prosince 2023 | 48,5 | 0,1           | 0,8  | 18,2  | 17,9  | –                  | –                  | 6,8               | 1,5               | –                 | 3,2  | 3       | –       | 30,3   |   |   |   |      |
| UBO           | 23. prosince 2022     | 42,6 | 0,2           | 1,3  | 19    | 19,8  | 0,2                | –                  | 7,3               | 2                 | –                 | 4,3  | 3,4     | –       | 22,8   |   |   |   |      |
| PIPOS         | Prosinec 2022         | 35,5 | –             | 1    | 21,5  | 22,2  | 0,4                | –                  | 6                 | 2,4               | –                 | –    | 0,2     | –       | 13,3   |   |   |   |      |
| UBO           | Září 2022             | 37,3 | 0,3           | 1,5  | 21,7  | 22,3  | 0,3                | –                  | 7,7               | 1,2               | –                 | 5,1  | 2,1     | –       | 15     |   |   |   |      |
| PIPOS         | Srpen 2022            | 33,2 | 0,2           | 0,9  | 18,3  | 21,6  | 0,2                | –                  | 10,1              | 1,5               | –                 | –    | –       | –       | 11,6   |   |   |   |      |
| PIPOS         | 7. července 2022      | 38,1 | –             | 1,2  | 21,3  | 25,1  | –                  | –                  | 11,9              | 2,1               | –                 | –    | –       | –       | 13     |   |   |   |      |
| UBO           | 18. června 2022       | 39,6 | –             | 1,3  | 21,9  | 20,3  | –                  | –                  | 6,7               | 1,9               | –                 | 4,2  | 3,5     | –       | 17,7   |   |   |   |      |
| UBO           | Květen 2022           | 38,3 | –             | –    | 19,7  | 17,7  | –                  | –                  | 6,5               | –                 | –                 | –    | –       | –       | 18,6   |   |   |   |      |
| UBO           | 7.–15. března 2022    | 41,9 | –             | 1,1  | 21,6  | 19,4  | 0,4                | –                  | 7,2               | 1                 | –                 | 4,2  | 2,8     | –       | 20,3   |   |   |   |      |
| PIPOS         | 12. února 2022        | 34,7 | –             | –    | 21,3  | 24,1  | –                  | –                  | 7,7               | 0,4               | –                 | –    | 0,5     | –       | 10,6   |   |   |   |      |
|               |                       |      |               |      |       |       |                    |                    |                   |                   |                   |      |         |         |        |   |   |   |      |
| Volby 2021    | 14. února             | 50,3 | 50,3          | 50,3 | 17,01 | 12,73 | 12,73              | –                  | 7,2               | 2,52              | –                 | 5,09 | 5,15    | –       | 33,29  |   |   |   |      |

### Přepočty na mandáty
Níže uvedené projekce jsou vypočítány na základě výše uvedených průzkumů veřejného mínění.
| Měsíc         | LVV       | PDK | LDK | AAK | SL | Ostatní | Náskok |    |    |
| ------------- | --------- | --- | --- | --- | -- | ------- | ------ | -- | -- |
| Měsíc         | Únor 2025 | 46  | 24  | 22  | 8  | 10      | Náskok | 10 | 22 |
| Prosinec 2024 | 52        | 21  | 20  | 7   | 10 | 10      | 31     |    |    |
| Červen 2024   | 55        | 19  | 17  | 9   | 10 | 10      | 36     |    |    |
| Červen 2024   | 49        | 23  | 22  | 6   | 10 | 10      | 26     |    |    |
| Květen 2024   | 45        | 20  | 21  | 14  | 10 | 10      | 24     |    |    |
| Duben 2024    | 56        | 19  | 18  | 7   | 10 | 10      | 37     |    |    |
| Únor 2024     | 45        | 22  | 23  | 10  | 10 | 10      | 22     |    |    |
| Prosinec 2023 | 53        | 20  | 20  | 7   | 10 | 10      | 33     |    |    |
| Leden 2023    | 48        | 22  | 22  | 8   | 10 | 10      | 26     |    |    |
| Prosinec 2022 | 42        | 25  | 26  | 7   | 10 | 10      | 16     |    |    |
| Září 2022     | 42        | 24  | 25  | 9   | 10 | 10      | 17     |    |    |
| Srpen 2022    | 40        | 22  | 26  | 12  | 10 | 10      | 14     |    |    |
| Červenec 2022 | 40        | 22  | 26  | 12  | 10 | 10      | 14     |    |    |
| Červen 2022   | 44        | 25  | 23  | 8   | 10 | 10      | 19     |    |    |
| Květen 2022   | 47        | 24  | 21  | 8   | 10 | 10      | 23     |    |    |
| Březen 2022   | 46        | 24  | 22  | 8   | 10 | 10      | 22     |    |    |
| Únor 2022     | 40        | 24  | 27  | 9   | 10 | 10      | 13     |    |    |

## Výsledky
Žádná strana nezískala v Kosovském Shromáždění většinu, přičemž strana Vetëvendosje Albina Kurtiho získala přibližně 42,3 % hlasů. Zveřejnění oficiálních výsledků bylo zpožděno kvůli selhání webových stránek volební komise, které bylo přičítáno zvýšené návštěvnosti. Ty byly nakonec vydány 15. března.
|                                       |   |         |        |         |      |
| Strana                                | M | Hlasů   | %      | Mandáty | +/–  |
| Vetëvendosje                          |   | 396 787 | 42,30  | 48      | ▼ 10 |
| Demokratická strana Kosova            |   | 196 474 | 20,95  | 24      | ▲ 5  |
| Demokratická liga Kosova              |   | 171 357 | 18,27  | 20      | ▲ 5  |
| AAK–NISMA                             |   | 66 256  | 7,06   | 8       | ▬ 0  |
| Srbský list                           | S | 39 915  | 4,26   | 9       | ▼ 1  |
| Koalice pro rodinu (AKR, PD, LF)      |   | 20 023  | 2,13   | 0       | nová |
| Turecká demokratická strana Kosova    | T | 4 824   | 0,51   | 2       | ▬ 0  |
| Nová demokratická iniciativa Kosova   | R | 4 688   | 0,50   | 1       | ▬ 0  |
| Nová demokratická strana              | B | 4 158   | 0,44   | 1       | ▬ 0  |
| Pro svobodu, spravedlnost a přežití   | S | 4 139   | 0,44   | 1       | nová |
| Koalice Vakat                         | B | 3 471   | 0,37   | 1       | ▬ 0  |
| Srbská demokracie                     | S | 3 271   | 0,35   | 0       | nová |
| Egyptská liberální strana             | R | 3 251   | 0,35   | 1       | ▲ 1  |
| Sociálnědemokratická unie             | B | 3 042   | 0,32   | 1       | ▬ 0  |
| Aškalská strana pro integraci         | R | 2 196   | 0,23   | 1       | ▲ 1  |
| PDAK–LpB                              | R | 2 056   | 0,22   | 0       | ▬ 0  |
| Srbské národní hnutí                  | S | 1 846   | 0,20   | 0       | nová |
| Strana inovativního tureckého hnutí   | T | 1,800   | 0,19   | 0       | ▬ 0  |
| Jednotná goranská strana              | G | 1,734   | 0,18   | 1       | ▬ 0  |
| Naše iniciativa                       | B | 1,553   | 0,17   | 0       | ▬ 0  |
| PREBK–LPRK                            | R | 1 350   | 0,14   | 1       | ▬ 0  |
| Fjala                                 |   | 899     | 0,10   | 0       | ▬ 0  |
| Turecká strana spravedlnosti v Kosovu | T | 642     | 0,07   | 0       | nová |
| Albánská demokratická národní fronta  |   | 621     | 0,07   | 0       | ▬ 0  |
| Občanská iniciativa Národní pravda    | S | 620     | 0,07   | 0       | nová |
| Strana kosovských Srbů                | S | 462     | 0,05   | 0       | ▬ 0  |
| Opre Roma Kosovo                      | R | 384     | 0,04   | 0       | nová |
| nezávislý kandidát                    |   | 191     | 0,02   | 0       | nová |
| Celkem                                |   | 938 010 | 100,00 | 120     | ▬ 0  |

## Povolební vývoj
25. března byl lídr Turecké demokratické strany Kosova a zároveň ministr pro regionální rozvoj Fikrim Damka obviněn z napadení dvou stoupenců konkurenční strany pro práva turecké menšiny v den voleb.